# Calopteryx (animal)
Calopteryx es un género de odonatos zigópteros de la familia Calopterygidae que cuenta con nueve especies distribuidas por Norteamérica, norte de África, Europa y Oriente Medio. Como otros zigópteros, en reposo alinean sus alas junto al abdomen y sus ojos están separados.

## Biología
Como el resto de odonatos, son hemimetábolos (metamorfosis incompleta) y su estadio ninfal es acuático. La hembra pone huevos en el agua, a veces en la vegetación sumergida. Las ninfas son carnívoras, comiendo larvas de mosquitos, Daphnia y otros organismos acuáticos. 
Las branquias de las ninfas son grandes y externas y están situadas al final del abdomen. El adulto emerge y come moscas, mosquitos, y otros insectos pequeños.

## Conservación
Especies que están incluidas en el Libro Rojo de Especies Amenazadas IUCN:
- Calopteryx aequabilis - Su estatus es LC, no amenazada.
- Calopteryx angustipennis - Habita en Estados Unidos. Su estatus es LC, no amenazada.
- Calopteryx atrata - Su estatus es LC, no amenazada.
- Calopteryx cornelia - Su estatus es LC, no amenazada.
- Calopteryx exul - Endémica del norte del Magreb. Su estatus es EN, en peligro.
- Calopteryx hyalina - Oriente Medio, su estatus es EN, en peligro, amenazada.
- Calopteryx orientalis - Su estatus es LC, no amenazada.
- Calopteryx splendens - Su estatus es LC, no amenazada.
- Calopteryx syriaca - Oriente Medio, su estatus es EN, en peligro, amenazada.
- Calopteryx xanthostoma - Zona mediterránea, su estatus es LC, no amenazada.

Y en Europa:
- Calopteryx haemorrhoidalis
- Calopteryx virgo